# James King (5e comte de Kingston)
Pour les articles homonymes, voir James King et King.
James King, 5e comte de Kingston (8 avril 1800 - 8 septembre 1869), est un pair irlandais.

## Biographie

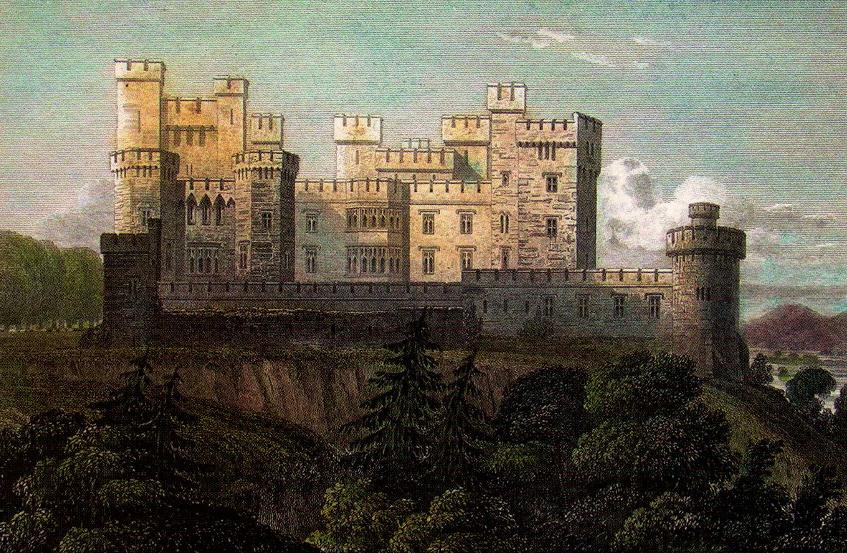
Peinture du début du XIXe siècle représentant le nouveau château de Mitchelston, aujourd'hui démoli

Il est le plus jeune enfant de George King (3e comte de Kingston) et de Helena Moore, fille de Stephen Moore (1er comte Mount Cashell). Diplômé du Trinity College de Dublin, il est admis au King's Inn de Dublin et devient avocat en 1825. Il est admis au Lincoln's Inn en 1827. Après la mort de son frère aîné, Robert en 1867, il hérite des titres de sa famille et du siège au château de Mitchelstown, au nord du comté de Cork. 
Lord Kingston meurt au château de Mitchelstown en septembre 1869, à l'âge de 69 ans. Il épouse Anna Brinkley (décédée en 1909) de Parsonstown, comté de Meath, petite-fille de John Brinkley et de Richard Graves en 1860. Il n'a aucun enfant et son titre de baron Kingston s'éteint avec lui. Il est remplacé par Robert King (6e comte de Kingston) (en), second vicomte de Lorton, comme 6e comte. 
La femme de Kingston, héritière unique de son domaine, qui porte désormais le titre de comtesse douairière de Kingston, continue de vivre et de gérer le domaine délabré de Mitchelstown, aidée dès 1873 par son deuxième mari, William Downes Webber, de Kellyville, comté de Queen's. Après sa mort, Webber continue à y vivre avec sa famille jusqu'à ce que l'Armée républicaine irlandaise le pille et le réduise en cendres en 1922, pendant la Guerre d'indépendance irlandaise. 